# Ford V3000S
Ford V3000S/B3000S — среднетоннажный грузовой автомобиль, выпускаемый компанией Ford Motor Company с 1938 по 1948 год. Пришёл на смену автомобилю Ford Model BB. 

## История
Автомобиль Ford V3000S выпускался с 1938 года в Германии. 1 января 1940 года было принято решение об унификации грузовых автомобилей в Нацистской Германии.
С 1942 года компания Ford в Германии выпускала только грузовые автомобили. В октябре 1944 года завод был атакован бомбардировщиками. 16 ноября 1944 года завод был ликвидирован. 28 февраля 1945 года вторжение США в Германию было прекращено. 4 мая 1945 года компания Ford в Германии возобновила свою работу.
Производство завершилось в 1948 году.

## Модификации
- V 3000 S
- V 3000 S / SS
- V 3000 A
- B 3000

## Галерея

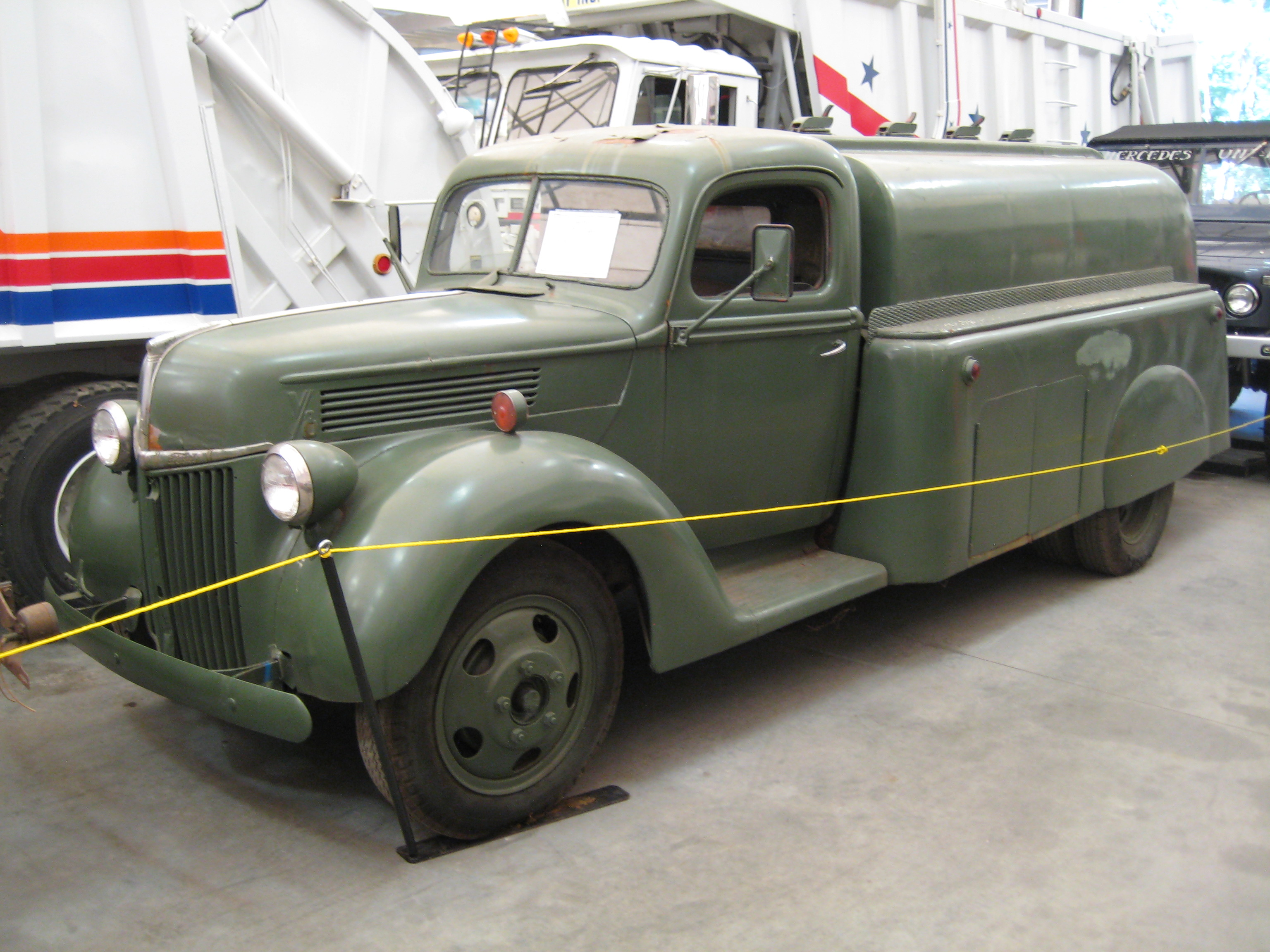
Ford T098
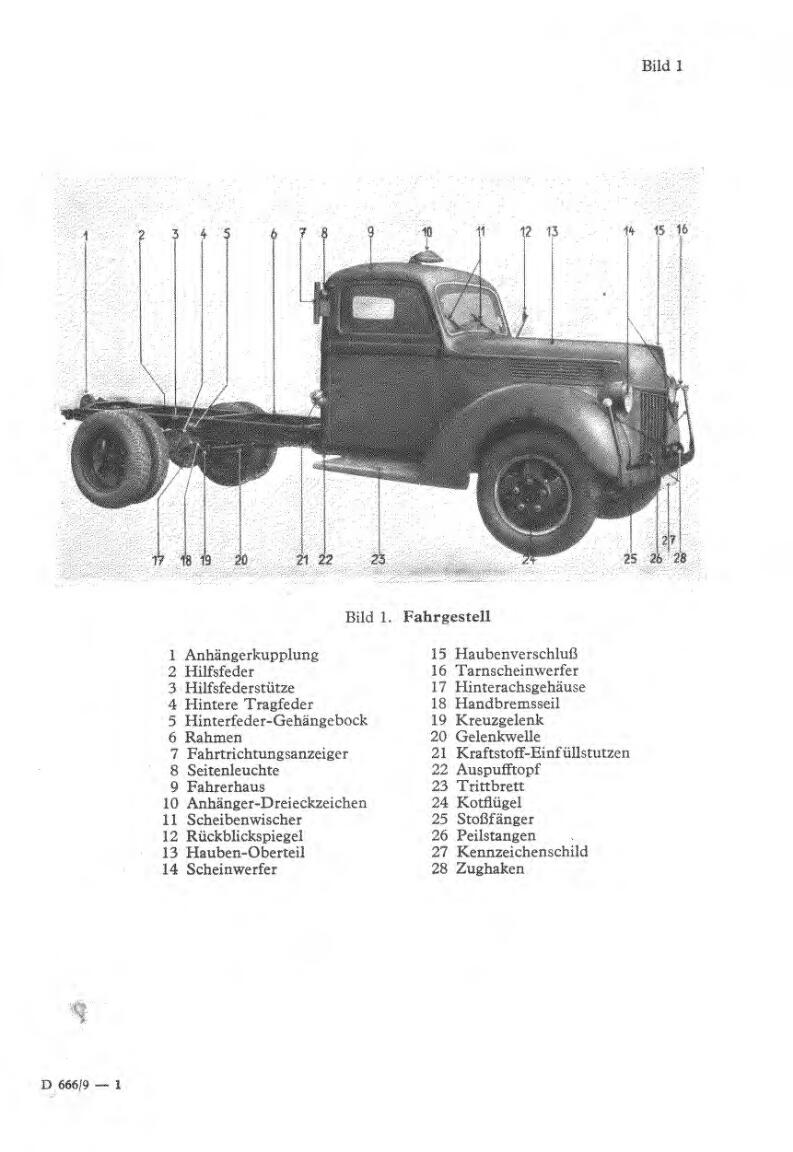
Ford V3000S
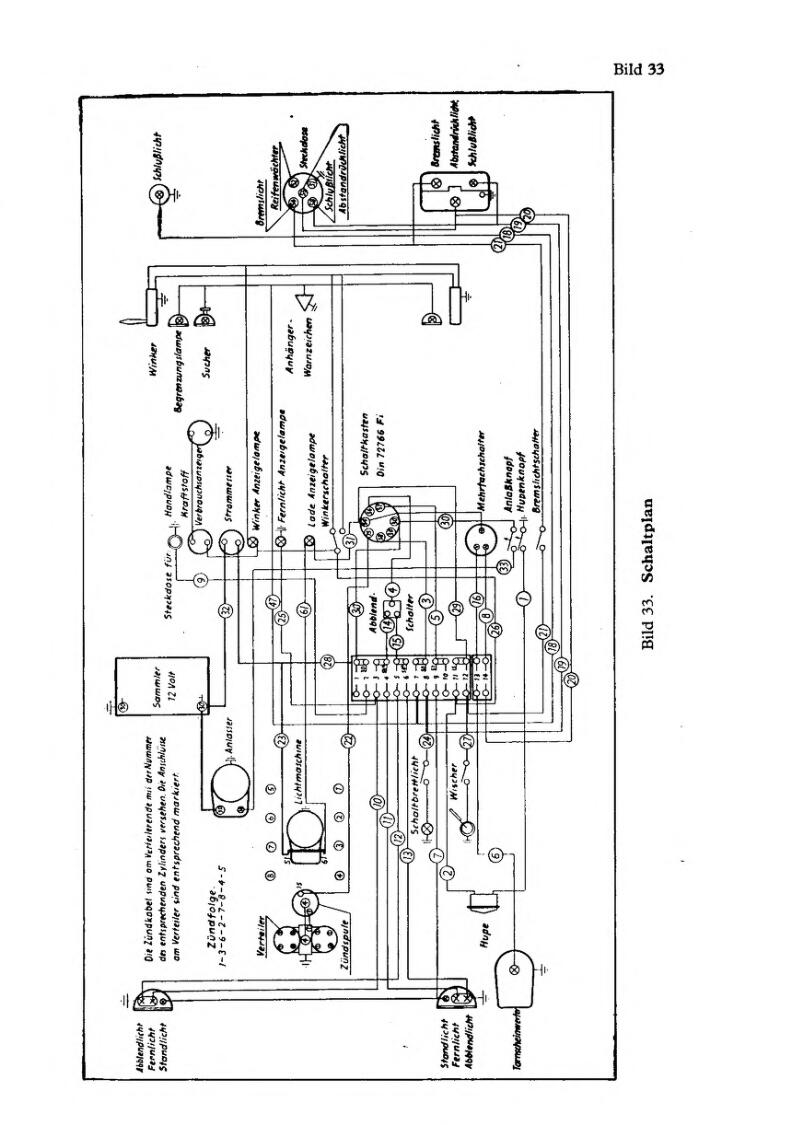
Схема подключения электрооборудования
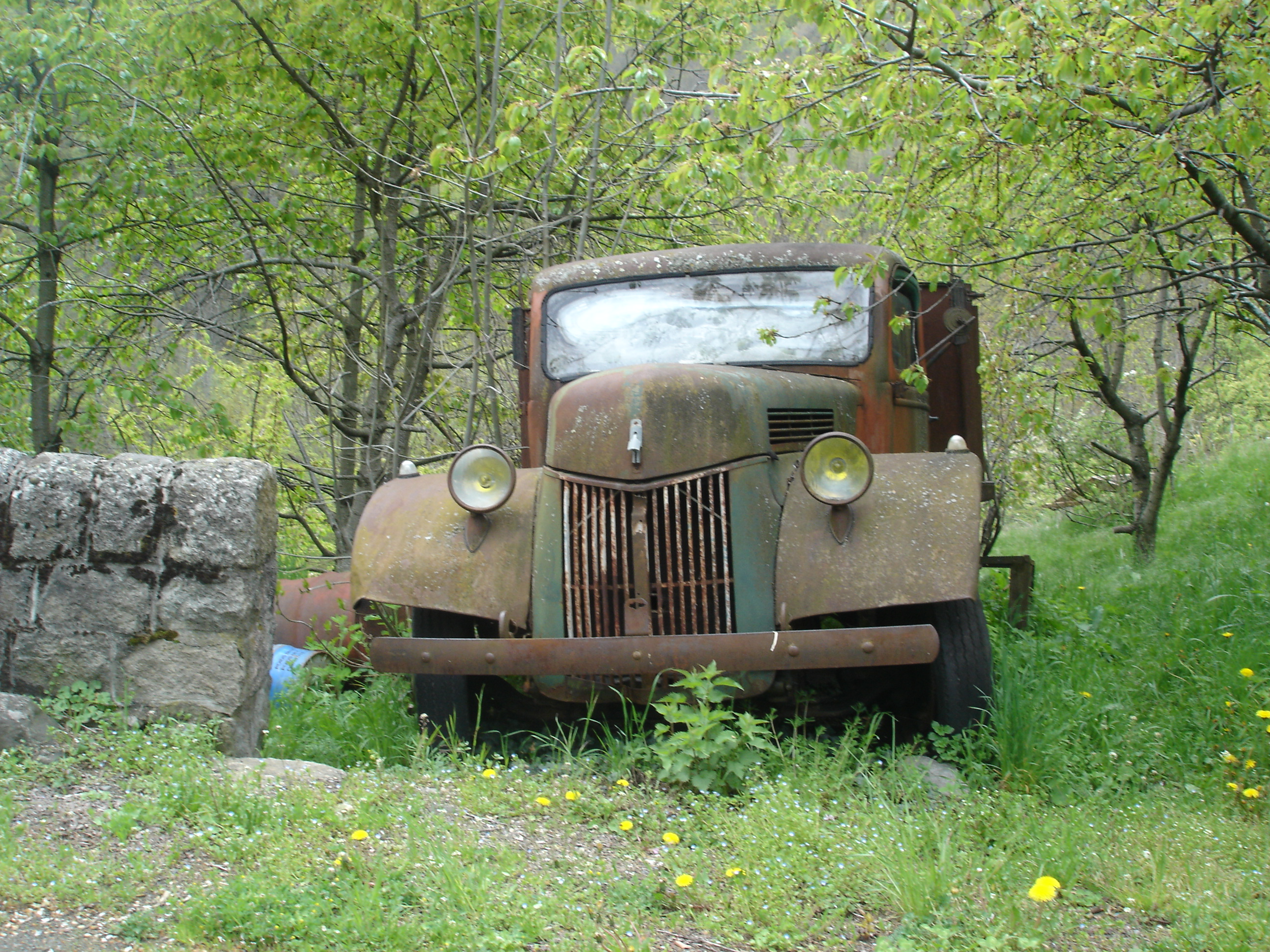
Ford V3000
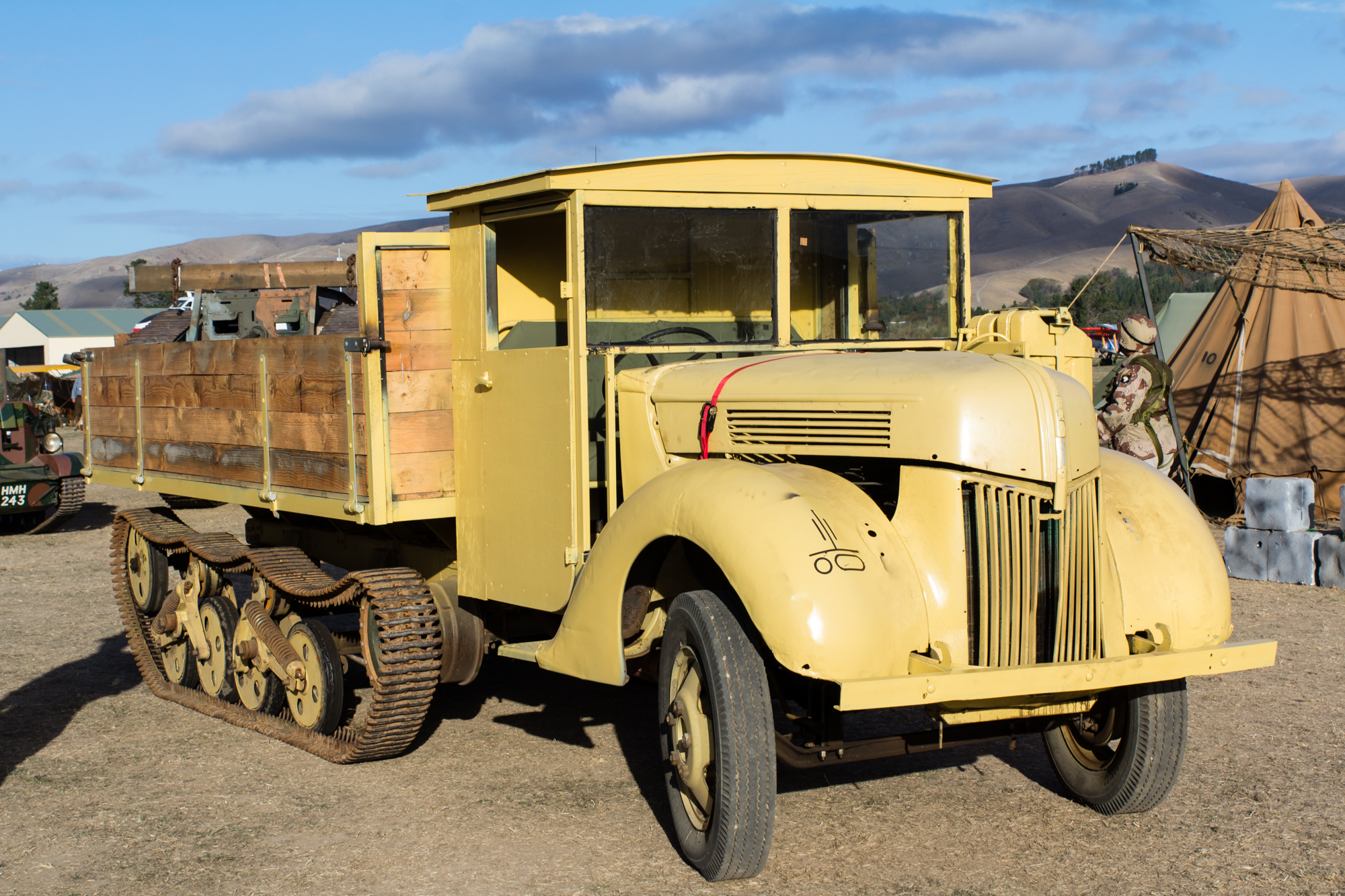
Multier
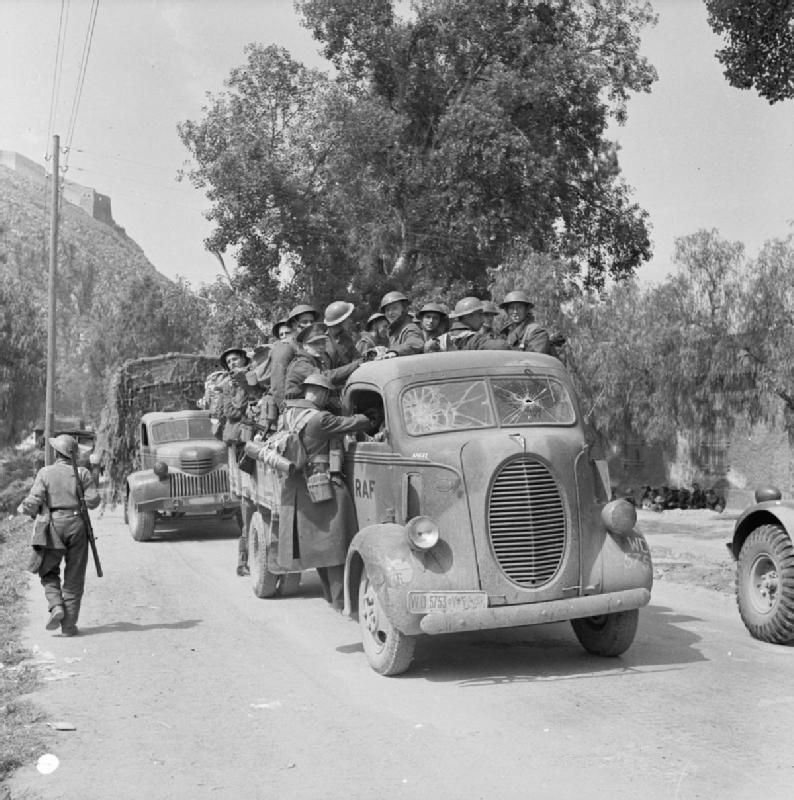
Ford COE
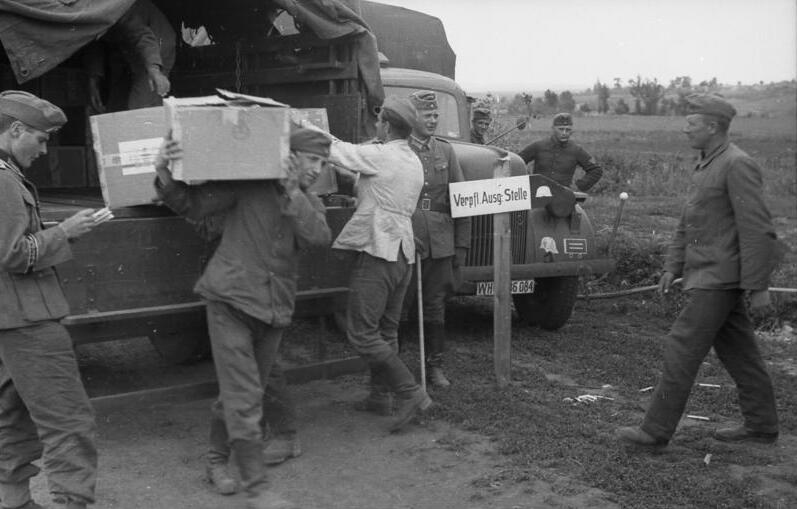
Ford V3000S
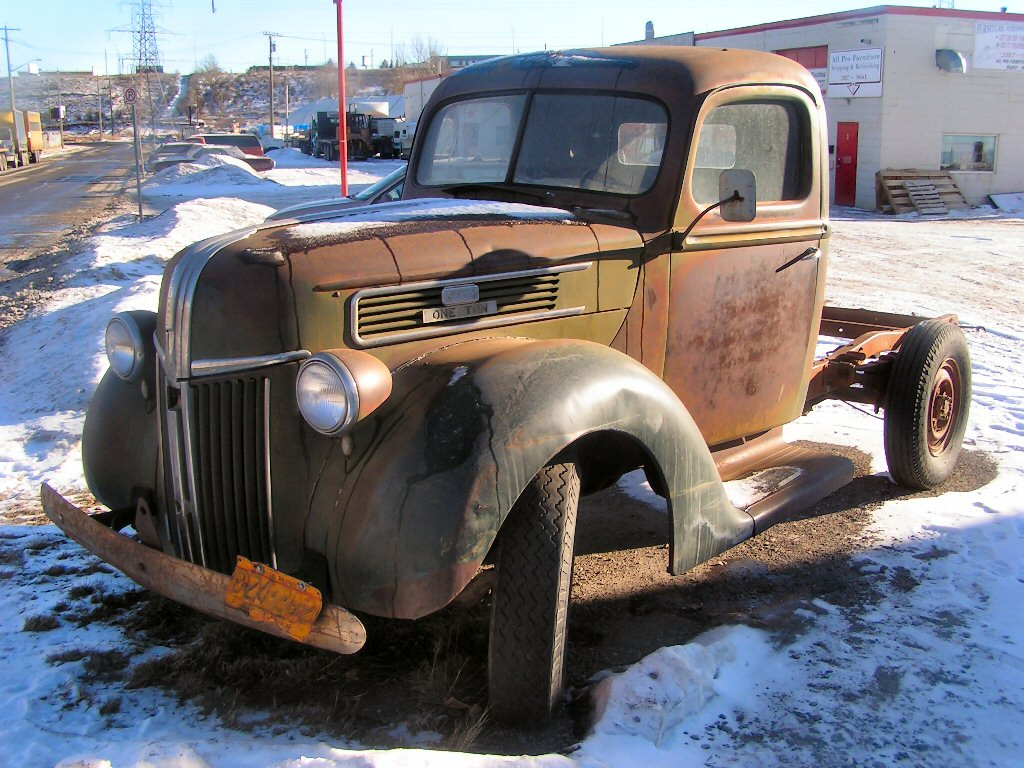
1941 Ford Truck
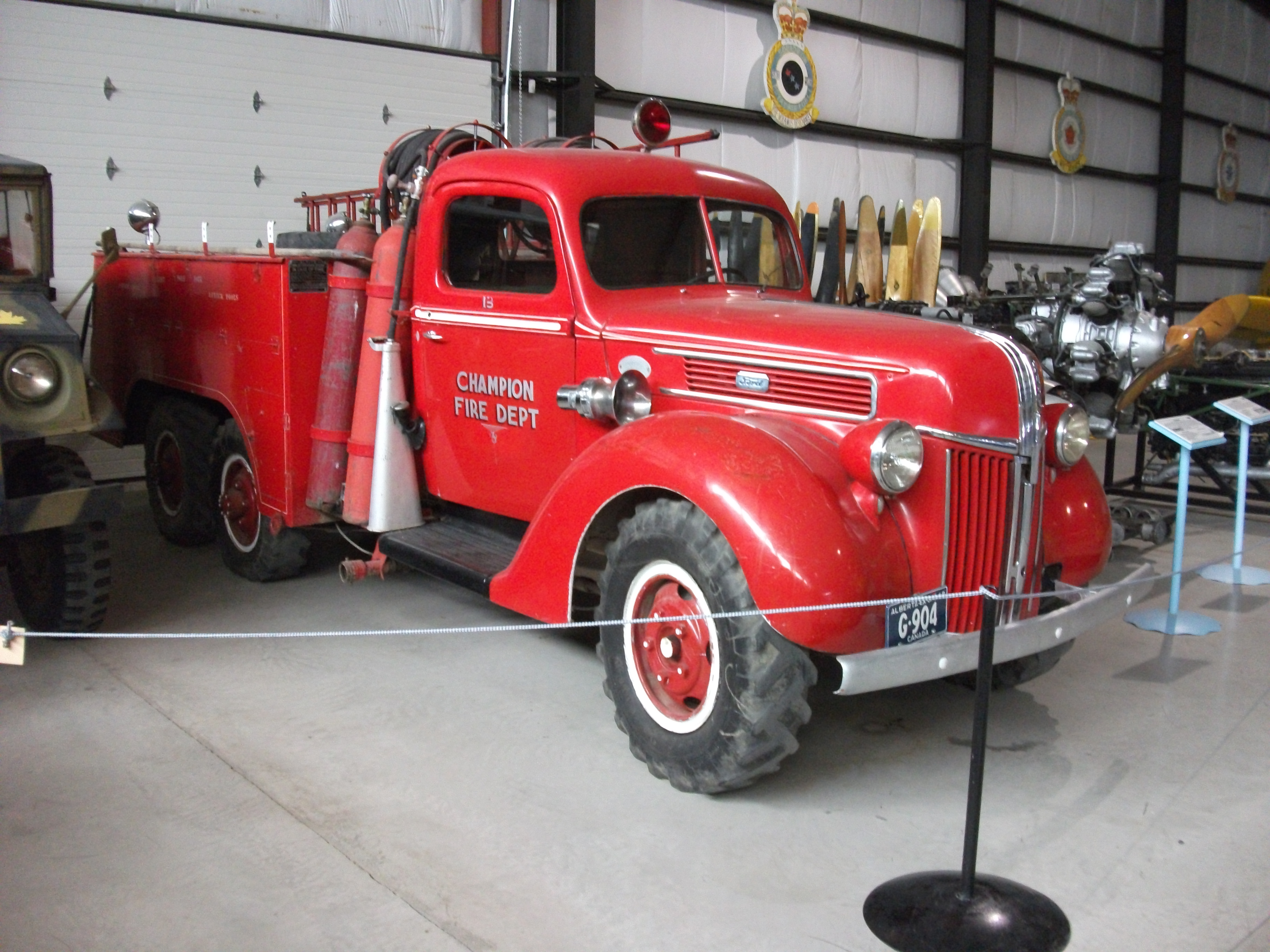
Ford T098
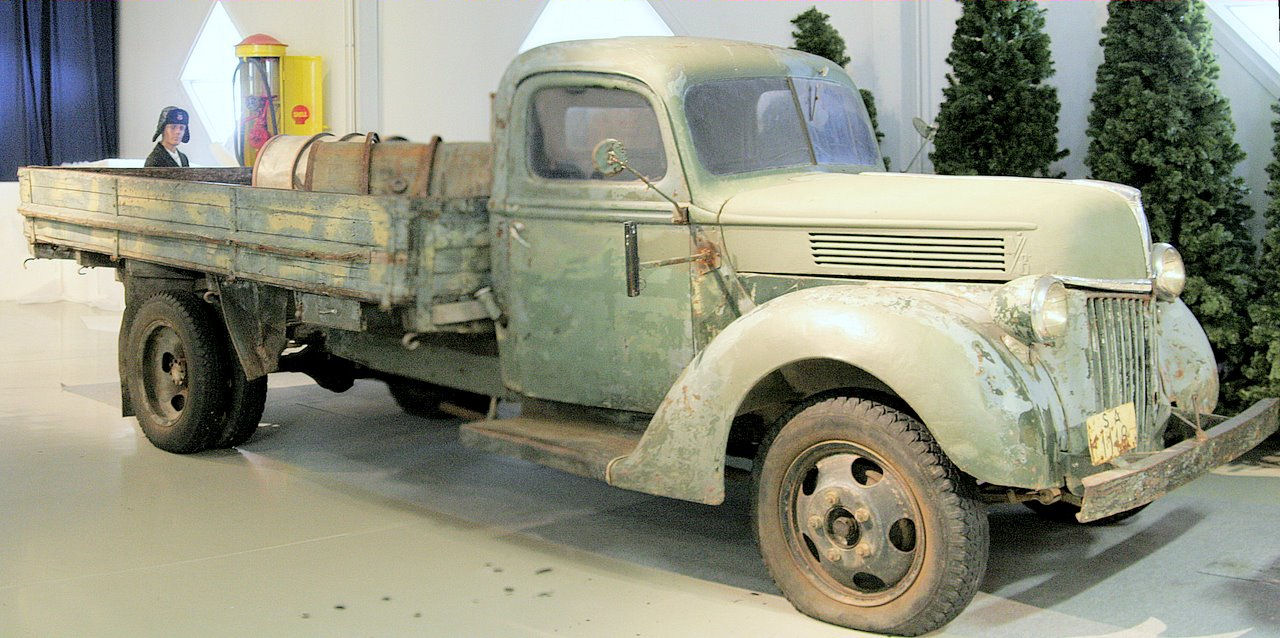
Ford T099
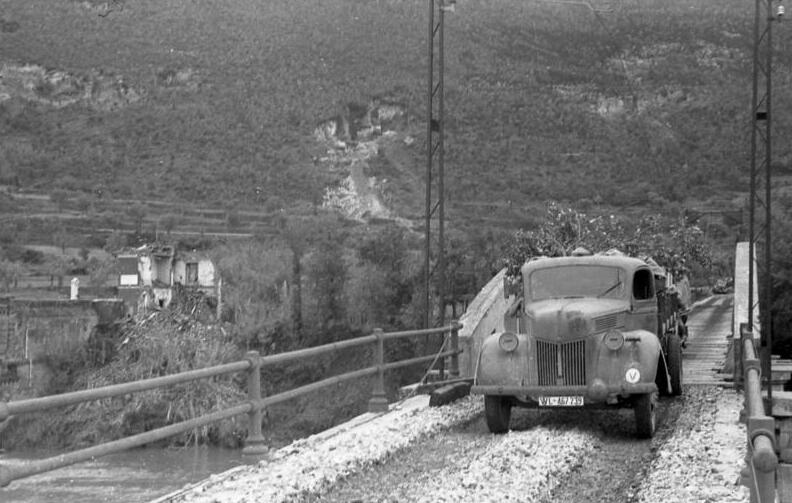
Ford V3000S